# 斯蒂文·韋伯
斯蒂文·韋伯（英語：Steven Robert Weber，1961年3月4日—）是美國的一位演員。他出生在紐約市皇后區的牙買加地區。斯蒂文·韋伯出演過的主要電視劇有神探阿蒙等作品。最近他出演NCIS: 紐奧良。